# Арда (Марий Эл)
А́рда (горномар. Церкӹсола) — село в Килемарском районе республики Марий Эл, центр Ардинского сельского поселения. Находится в 65 километрах от посёлка Килемары на южной стороне автотрассы Йошкар-Ола — Коротни. Численность населения — 432 чел. (2010 год). Большинство населения составляют мари. Значительна доля русского населения (около 20 %), проживает несколько чувашей. Наиболее распространённые языки — марийский и русский.
Ежегодно проводится межрегиональный фольклорно-этнографический праздник «Шачмы муланды» («Земля предков»).

## География
Село находится в западной части республики в зоне хвойно-широколиственных лесов, на левом берегу реки Арды, при автодороге Р177, на расстоянии примерно 65 километров (по прямой) от посёлка городского типа Килемары, административного центра района.
Фактически с селом слились две марийские деревни: на севере Озерки (проживают около 100 человек, марийцы составляли на 2002 год 97 %) и на южной окраине Малая Арда (примерно 250 жителей, марийцы 85 % по переписи 2002 года). В свою очередь Озерки к северу смыкаются с деревней Паулкино (где проживают около 230 человек, из них 97 % марийцы), а Малая Арда продолжается в южном направлении и становится деревней Большая Арда (проживают около 130 человек, марийцы составляли на 2002 год 80 %). Осью сельской агломерации выступает идущая в меридиональном направлении автодорога, главный отрезок которой имеет именование 88 ОП МЗ 88Н- 04 017 «Подъезд к с. Арда».

### Уличная сеть
В селе две параллельные двухсторонние улицы, на окраине — две улицы и один переулок. Центральная улица — Киреева — имеет асфальтовое покрытие.
- улицы: Киреева (в честь воина-земляка ➤), Новая, Петрова (бывшая Кооперативная, в честь воина-земляка ➤), Школьная ➤;
- переулок: Складской.

### Гидрологическая сеть
Село находится в 2 км по прямой от Чебоксарского водохранилища. В него (до заполнения — в Волгу) впадает река Арда, давшее название трём селениям возле её русла. В старину на Арде стояли три водяные мельницы. Естественной межой между Ардой и Малой Ардой выступает речка Куч-Мыж.
В черте села находится три небольших водоёма. К северу, примерно в полукилометре, после деревни Озерки, заболоченная территория (озеро) Кеш-Куп.

### Ближайшие населённые пункты
В радиусе пяти километров находятся:
- д. Озерки (↗ 0.5 км)
- д. Малая Арда (↓ 0.5 км)
- д. Кузькино (↖ 1.2 км)
- д. Большая Арда (↓ 1.3 км)
- д. Паулкино (↗ 1.4 км)
- пос. Механизаторов (↖ 2.2 км)
- д. Мазикино (← 2.4 км)
- д. Изеркино (← 2.5 км)
- Казённый дом Ардинский (↓ ≈3.2 км)
- выс. Троицкий (← 3.5 км)
- д. Алешкино (↖ 3.8 км)
- Дом лесной охраны Мольбищенский (↑ ≈3.9 км)
- л/уч. Алёшкинский (↖ 4.1 км)
- д. Сенюшкино (← 4.2 км)
- л/уч. Алёшкинский химлесхоз (↑ 4.4 км)
- д. Ершово (→ 4.5 км)
- пос. Алёшкинский (↖ 4.9 км)

### Климат
Климат характеризуется как континентальный, умеренно влажный. Среднегодовая температура воздуха — 3,3 °С. Средняя температура воздуха самого тёплого месяца (июля) — 18,9 °C (абсолютный максимум — 38 °C); самого холодного (января) — −12,4 °C (абсолютный минимум — −47 °C). Продолжительность устойчивых морозов в среднем 127 дней. Среднегодовое количество атмосферных осадков составляет 518 мм, из которых около 70 % выпадает в период с апреля по октябрь. Снежный покров держится в течение 156 дней.

## История
Село было образовано переселенцами из деревни Барская Рутка и известно с конца XVI века под названием Первая Арда. В переписи 1717 года Арда была упомянута в числе тридцати деревень горномарийского края.
В 1816 году в Арде была построена каменная Христорождественская церковь. Церковная библиотека насчитывала 218 томов. 3 апреля 1938 года церковь была закрыта, а её здание переоборудовано под учреждение культуры. Церковь возобновила свою работу в декабре 1990 года.
Летом 1899 года член ОАИЭ и исследователь черемисов, живущих на левобережье Волги, К. Рябинский, приехал в с. Арда и записал несколько эпических текстов (Рябинский К. Ардинский приход Козьмодемьянского уезда. Исторические сведения. Языческие верования и обычаи черемис. Черемисское население // Известия ОАИЭ при Казанском ун-те. 1900. Т. 16. Вып. 2. С. 176—212.)
В 1917 году в селе был организован волостной исполком, который в 1926 году был преобразован в сельский совет.
1 сентября 1917 года открылось начальное училище для детей беженцев (31 человек, марийцы и русские). Преподавала Павла Ивановна Василевская, учительница-беженка Убродовического начального училища Холмской губернии.
В 1934 году разорено кладбище, о чём известно из письма сельчан к епископу Авраамию (Чурилину):

Перед святым нашим алтарем, на могилах наших матерей и отцов, вздумала местная власть в лице председателя сельсовета, комсомольской ячейки и учителей 20 мая 1934 года сделать субботник. Пришли на кладбище, стали ломать и кидать кресты и памятники, и разравнивали могилы, никого не спрашивая: ни муниципального персонала, ни церковного совета, ни религиозных общин. Ничего не зная, пришли, разбросали кресты. И думали устроить сад, место увеселения, гуляния, и поставить будку для пивной. Стирают с лица земли могилы, ломают кресты, памятники над ними, заставляют нас забыть родных наших, зная хорошо, что везде и всюду даже партийные люди и те над своими усопшими братьями ставят памятники и отводят свои места погребения. Говорят, что это будто «буржуйское», кулацкое кладбище.
— 
В 1941 году в Арду была эвакуирована московская средняя школа № 422: 53 ребёнка и четыре воспитателя, был открыт Ардинский интернат детдомовского типа.
В Великой Отечественной войне приняли участие более двухсот жителей Арды, из которых 113 человек погибли или пропали без вести.

## Население
В таблице показана численность населения села Арда по годам.
| Год  | Мужчин | Женщин | Всего |
| ---- | ------ | ------ | ----- |
| 1902 | 141    | 152    | 293   |
| 1915 | 189    | 197    | 386   |
| 1921 | 125    | 145    | 270   |
| 1928 | 152    | 170    | 322   |
| 1939 | 165    | 193    | 358   |
| 1949 | н.д.   | н.д.   | 209   |
| 1957 | н.д.   | н.д.   | 340   |
| 1973 | н.д.   | н.д.   | 255   |
| 1998 | 208    | 239    | 447   |
| 2004 | 215    | 230    | 445   |

## Известные уроженцы
- Г. Я. Киреев (1891—1961) — участник Первой мировой войны, с 1918 года командир батареи артдивизиона Петроградской стрелковой дивизии. Кавалер двух орденов Красного Знамени, ордена Ленина и ордена «Знак Почета»[6]. Его имя носит центральная улица села➤
- А. И. Миронов (1965—2002) — композитор, автор песен на стихи Л. Хлебниковой, И. Лобанова, Е. Першуткина, Н. Егорова[6].
- А. П. Петров — военнослужащий, погибший при исполнении интернационального долга на таджико-афганской границе. Награждён орденом «За личное мужество». В честь Александра Петрова была переименована бывшая улица Кооперативная[6]
- Е. М. Архангельская (1893—1984) — русский советский педагог. Учитель начальных классов школ г. Козьмодемьянска Марийской автономной области / Марийской АССР (1920―1959). Заслуженный учитель школы РСФСР (1954). Кавалер ордена Ленина (1949). Почётный гражданин Козьмодемьянска (1983)..➤

## Инфраструктура
По состоянию на 2004 год в селе насчитывалось 165 домов.
Сжиженный газ для газовых плит доставляется в баллонах для индивидуального пользования.
Водопровод имеется в трёх многоквартирных домах. Остальные жители набирают воду из колонок, колодцев и речки Кучмыж.

### Учреждения
В селе есть врачебная амбулатория, центральный сельский дом культуры, МБОУ «Ардинская средняя общеобразовательная школа», сельпо, отделение почтовой связи 425290, детский сад.

### Достопримечательности
В Арде, по инициативе Администрации Ардинского сельского совета, установлены два памятника жителям села, погибшим на фронте Великой Отечественной войны. 9 мая 1967 года открыт памятник-обелиск «Воинам, погибшим в годы ВОВ» 1941—1945 годов. В 1970 году установлен обелиск воинам-землякам, погибшим в годы ВОВ 1941—1945 годов. На здании Ардинской средней общеобразовательной школы установлена мемориальная доска Александру Петрову.

## Транспорт и связь
В 1930 году в Арде было организовано проводное радиовещание, которое в 1999-м было заменено эфирным. Телефонная связь появилась в начале 1930-х годов. На 2004 год ардинская телефонная сеть насчитывала 120 абонентов.
Арда имеет автобусное сообщение с районным центром — посёлком Килемары, а также с Йошкар-Олой и Козьмодемьянском.